# Hugh Bicheno
Hugh Bicheno es un escritor e historiador Británico-estadounidense conocido por sus interpretaciones revisionistas de la Revolución americana realizada en su libro Rebels and Redcoats: The American Revolutionary War y de la Guerra de las Malvinas en su muy vendido libro Razor's Edge: The Unofficial History of the Falklands War. 
Además de realizar actividad académica como historiador trabajó para el Servicio de Inteligencia Británico (MI6) y como consultor independiente en seguridad y negociación de secuestros.

## Biografía
Nació en Cienfuegos, Cuba de padres británicos en 1948 y posteriormente adquirió la ciudadanía estadounidense. Estudió en Cuba, Chile y Escocia y luego en el Emmanuel College de Cambridge, Gran Bretaña, donde vive actualmente, en el que se graduó con honores en historia. Luego se dedicó a la enseñanza al mismo tiempo que hacía investigación en Chile en la Fundación Ford.
Desilusionado de la actividad académica ingresó al Servicio de Inteligencia Británico (MI6) para el que trabajó en Londres y Buenos Aires antes de pasar a laborar como consultor independiente en seguridad y negociación de secuestros, atendiendo casos en Italia, Guatemala, El Salvador, Colombia, Perú y Chile.
Colaboró con el también historiador Richard Holmes en varios proyectos y este escribió los prefacios de Razor's Edge y Rebels and Redcoats e hizo la adaptación para televisión de esta última.

## Obras
- Gettysburg (Cassell, 2001) ISBN 0-304-35698-0
- Midway (Cassell, 2001) ISBN 0-304-35715-4
- Rebels & Redcoats: The American Revolutionary War (HarperCollins 2003) ISBN 0-00-715625-1
- Crescent and Cross: The Battle of Lepanto 1571 (Cassell, 2003) ISBN 0-304-36319-7
- Crescent and Cross: The Battle of Lepanto 1571 (Phoenix 2004) ISBN 1-84212-753-5
- La batalla de Lepanto (Ariel 2005) ISBN 84-344-6762-3
- Razor's Edge: The Unofficial History of the Falklands War (Weidenfeld & Nicolson, 2006) ISBN 0-297-84633-7
- Razor's Edge: The Unofficial History of the Falklands War (Phoenix 2007) ISBN 978-0-7538-2162-2
- Vendetta: High Art and Low Cunning at the Birth of the Renaissance (Weidenfeld & Nicolson, 2008) ISBN 978-0-297-84634-5